# Buriaș
Buriaș – wieś w Rumunii, w okręgu Ilfov, w gminie Periș. W 2011 roku liczyła 1391 mieszkańców.